# Sándor Olajos
Sándor Olajos (Debrecen, 16 novembre 1958) è un ex calciatore ed ex giocatore di calcio a 5 ungherese.

## Carriera
Con la nazionale maschile di calcio a 5 dell'Ungheria, Olajos ha disputato il FIFA Futsal World Championship 1989 nel quale la selezione magiara è stata eliminata nel girone del secondo turno, comprendente Paesi Bassi, Belgio e Italia. Nel torneo, Olajos ha segnato due reti contro l'Arabia Saudita e ha ricevuto tre ammonizioni.